# نیوماملیما
نیوماملیما (به لاتین: Nioumamilima) یک منطقهٔ مسکونی در اتحاد قمر است که در گرند کومور واقع شده‌است. نیوماملیما ۸۰۴ نفر جمعیت دارد.